# The Student Teachers
The Student Teachers è un film del 1973 diretto da Jonathan Kaplan.